# Magnetotaxi
Magnetotaxi o magnetotàxia és la capacitat de sentir un camp magnètic i de coordinar un moviment com a resposta. Aquest concepte es va aplicar l'any 1975, per part de R. P. Blakemore, al comportament de certs bacteris aquàtics mòbils.
Ecologicament important és l'orientació cap al camp magnètic de la Terra. Segons el que se sap actualment, hi tenen un paper els anomenats magnetosomes. Els magnetosomes tenen un magnetisme intrínsec i tendeixen a tenir una orientació en camps magnètics. Al contrari que en la quimiotaxi o la fototaxi, no s'ha trobat un sistema sensorial.
Els bacteris magnètics viuen en ambients aquàtics (per exemple, Magnetospirillum magnetotacticum) contenen els magnetosomes com estructures internes i es mouen mitjançant flagels. Els magnetosomes apareixen com membranes formades per una cadena de cristalls, envoltades sovint de magnetita (Fe₃O₄). Alguns bacteris extremòfils d'ambients sulfurosos tenen greigita (un compost de sulfur de ferro Fe₃S₄).
Es troben bacteris magnètics fins i tot en l'equador on el camp magnètic es dirigeix horizontalment cosa que no explica com es mouen cap amunt i cap avall en un sediment per orientació cap al pol de la Terra.